# Jerzy Daniło
Jerzy Jan Daniło (ur. 20 października 1951 w Sanoku, zm. 23 maja 2024 w Rzeszowie) – polski piłkarz i trener piłkarski.

## Kariera zawodnicza
Urodził się 20 października 1951 w Sanoku. Był synem Antoniego i Czesławy. Ukończył Technikum Budowlane dla Pracujących w Rzeszowie. 
Wychowanek klubu Stal Sanok, którego był zawodnikiem do 1971. Wówczas przeszedł do Resovii, której był zawodnikiem do końca lat 70., występując na pozycji pomocnika. W tym okresie w 1976 wywalczył awans do II ligi w sezonie grupy wojewódzkiej rzeszowskiej 1976/1977. Później, do 1983 przebywał w Stanach Zjednoczonych, będąc tam graczem drużyny Croatian Chicago, z którą dotarł do finału rywalizacji National Challenge Cup (późniejszy Open Cup).

## Kariera trenerska
Po powrocie do Polski w pierwszej połowie lat 80. został trenerem piłkarskim w Resovii, prowadząc kolejne drużyny młodzieżowe i juniorskie. Z drużyną Resovii II wywalczył awans do klasy regionalnej. Pełnił także funkcję asystenta pierwszych trenerów seniorskiego zespołu Resovii: Józefa Piecha (1986/1987) i Alojzego Matysiaka (1990/1992). Później, od stycznia 1992 przez ponad trzy lata trenował Kolbuszowiankę Kolbuszowa, awansując z nią w 1995 do III ligi. W rundzie jesiennej sezonu 1995/1996 także pracował w tym klubie. W grudniu 1995 zastępując Marka Biegę został trenerem Stali Sanok, występującej w III lidze Grupie VI edycji 1995/1996, w której zajął z drużyną siódme miejsce. Prowadził zespół także w edycji III ligi 1996/1997, zajmując czwarte miejsce. Został wybrany najlepszym trenerem Rzeszowszczyzny w plebiscycie „Tempa” i Radia Rzeszów. W edycji III ligi Małopolskiej 1997/1998 prowadzona przez niego Stal uzyskała pierwszy i jedyny w historii klubu awans do II ligi. Był trenerem Stali w II lidze edycji 1998/1999, w którym drużyna została zdegradowana. Po spadku pozostawał szkoleniowcem Stali na początku sezonu III ligi 1999/2000, a w październiku 1999 zwolniony i zastąpiony przez Ryszarda Federkiewicza. 

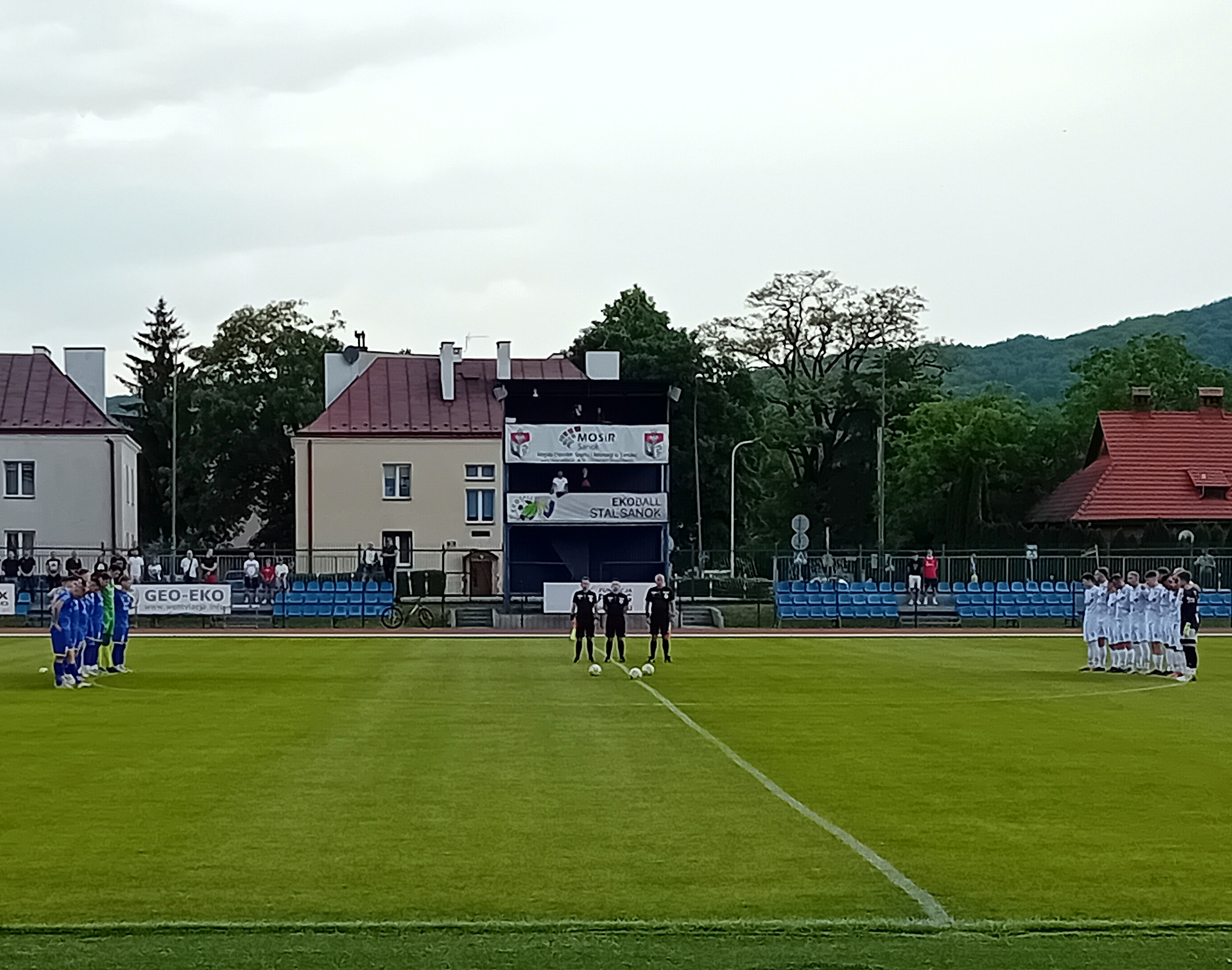
Minuta ciszy ku czci Jerzego Daniły przed meczem Ekoball Stal Sanok – Stal Łańcut 29 maja 2024

Później pracował w Polonii Przemyśl, Karpatach Krosno, JKS Jarosław. W sezonie 2000/2001 był trenerem Polonii Przemyśl. Od 2002 w sezonie IV ligi podkarpackiej 2002/2003 pełnił stanowisko szkoleniowca Resovii do kwietnia 2003 (Resovia awansowała wówczas do III ligi). Od lipca 2003 trenował Rafinerię/Czarnych Jasło w sezonach IV ligi podkarpackiej 2003/2004 (2 miejsce) i 2004/2005 (7 miejsce). Następnie był trenerem Kolbuszowianki Kolbuszowa także w IV lidze, kolejno edycji 2005/2006 (19 miejsce), 2006/2007 (3 miejsce) do początku sezonu 2007/2008. Od 9 października 2007 był szkoleniowcem Pogoni Leżajsk w sezonach IV ligi 2007/2008 (12 miejsce) i na początku edycji 2008/2009, gdy został zwolniony. Od września 2008 do maja 2011 trenował ponownie Rafinerię/Czarnych Jasło; w 2010 awansował do IV ligi podkarpackiej, w której w sezonie 2010/2011 drużyna zajęła trzecie miejsce. Od lipca 2011 do końca rundy jesiennej 2011/2012 prowadził JKS Jarosław. Od października 2012 do września 2013 trenował TG Sokół Sokołów Małopolski. Od rundy wiosennej sezonu 2013/2014 do końca rundy jesiennej sezonu 2015/2016 prowadził Sokół Kamień.
Uzyskał uprawnienia instruktora i trenera piłki nożnej I klasy. W 2010 otrzymał odznakę „Zasłużony dla klubu Czarni Jasło” z okazji 100-lecia istnienia tego klubu. W 2023 uznał awans ze Stalą Sanok do II ligi w 1998 za „jeden z najwspanialszych momentów w swojej przygodzie trenerskiej”.
Zmarł 23 maja 2024 i został pochowany na Cmentarzu Wilkowyja w Rzeszowie.